# Братешти (Бакау)
Братешти (рум. Brătești) насеље је у Румунији у округу Бакау у општини Барсанешти. Oпштина се налази на надморској висини од 445 m.

## Становништво
Према подацима из 2002. године у насељу је живело 1285 становника, од којих су сви румунске националности.